# Fernöstliche Föderale Universität

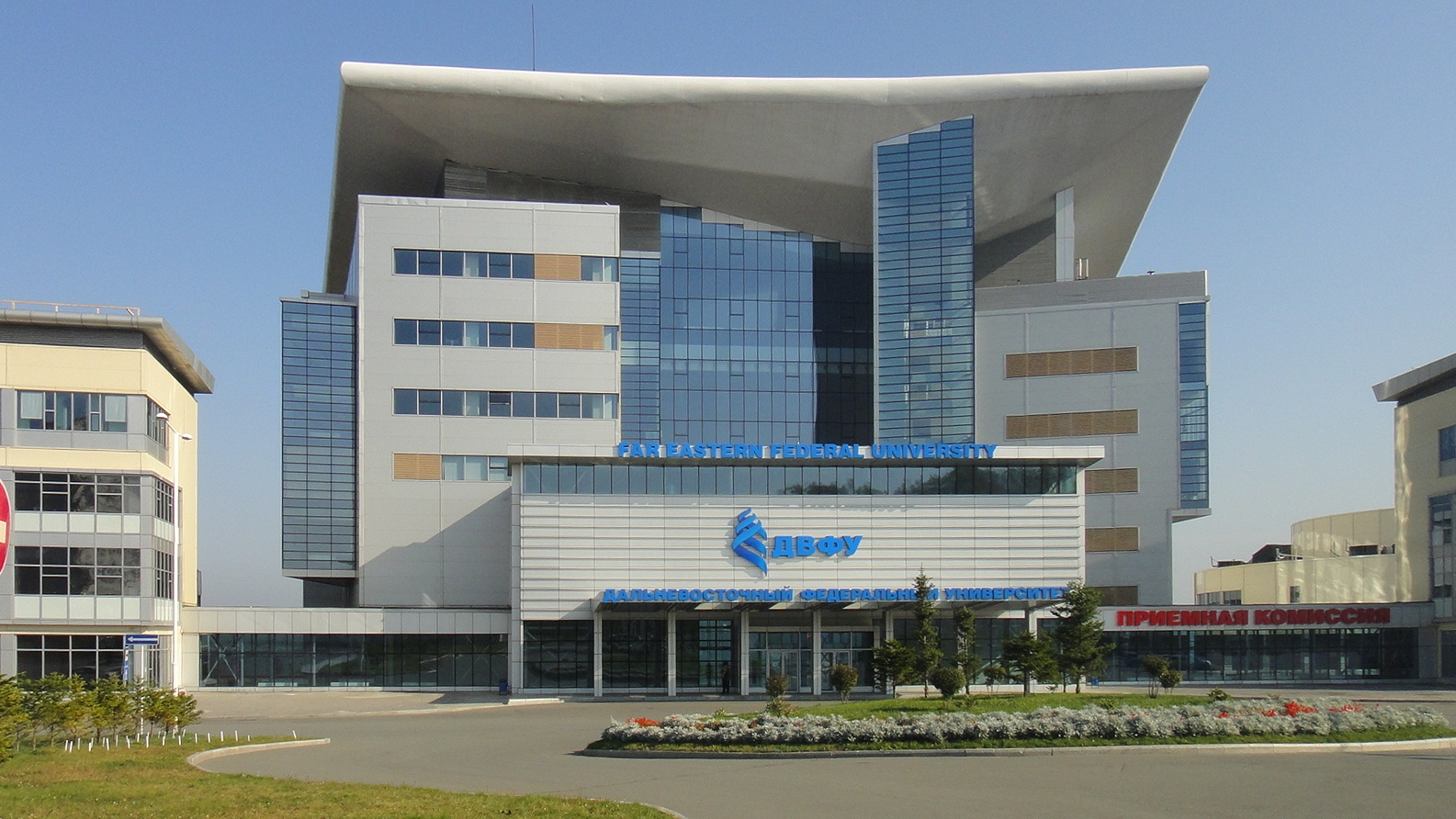
Campus

Die Fernöstliche Föderale Universität (russisch: Дальневосто́чный федера́льный университе́т, Dalnewostotschny federalny universitet, englisch: Far Eastern Federal University, FEFU) ist eine Universität in Wladiwostok im Fernen Osten Russlands und gilt als dessen älteste Universität. Die Fernöstliche Föderale Universität belegte 2022 Rang 434 in den QS World University Rankings.

## Geschichte
Die Fernöstliche Staatliche Universität wurde 1899 während der Zeit des Russischen Reiches von Zar Nikolaus II. als Östliches Institut (Восточный институт) als eine auf Orientalistik (mit Schwerpunkt auf Ostasien) und die Ausbildung für Verwaltungs-, Handels- und Industrieeinrichtungen im Fernen Osten spezialisierte Hochschuleinrichtung gegründet. Das Hauptziel der Universität war die Ausbildung von Personal für Verwaltungs-, Handels- und Industrieeinrichtungen im asiatischen Teil Russlands und den angrenzenden Staaten. Im Jahr 1920 wurde das Östliche Institut zusammen mit verschiedenen privaten Bildungseinrichtungen zur Fernöstlichen Staatlichen Universität zusammengelegt.
Sie wurde in den 1930er Jahren unter Joseph Stalin geschlossen. 1956 wurde sie als Fernöstliche Staatliche Universität vom Ministerrat der UdSSR wiedereröffnet, zwei Jahre nachdem Nikita Chruschtschow Wladiwostok besucht hatte. Im Jahr 2008 wurde die Universität per Präsidialdekret in ihrer heutigen Form reformiert, wobei der Name offiziell in Fernöstliche Föderale Universität geändert wurde und ein neuer, zweckgebundener Campus geplant wurde. Die Universität wurde dabei mit der Fernöstlichen Staatlichen Technischen Universität, der Pazifischen Staatlichen Wirtschaftsuniversität und dem Staatlichen Pädagogischen Institut Ussuriisk zusammengelegt.
Vom 2. bis zum 9. September 2012 fand auf dem Campus der Universität das jährliche Gipfeltreffen der Asiatisch-Pazifischen Wirtschaftsgemeinschaft (APEC) statt. Im Jahr 2013 eröffnete die Universität einen neuen Campus auf der Russki-Insel in Wladiwostok. Der Campus dient den Studenten der Universität und ist Gastgeber des jährlichen Ostwirtschaftsforums, welches der Förderung ausländischer Investitionen im russischen Fernen Osten dient. Die Errichtung des neuen Campus hatte knapp zwei Milliarden US-Dollar gekostet.

## Struktur
Die Universität besteht aus folgenden Abteilungen:
- Institut für Biowissenschaften und Biomedizin[4]
- Institut für Mathematik und Computertechnologien[5]
- Institut für Orientalistik – Fakultät für regionale und internationale Forschung[6]
- Institut für die Weltmeere[7]
- Polytechnisches Institut[8]
- Fakultät für Kunst und Geisteswissenschaften[9]
- Fakultät für Naturwissenschaften
- Fakultät für Bildung[10]
- Fakultät für Wirtschaft und Management[11]
- Fakultät für Recht[12]
- Fakultät für Medizin[13]

## Internationale Beziehungen
Die Universität unterhält weitreichende internationale Kooperationen mit Fokus auf den asiatisch-pazifischen Raum. Sie verfügte vor 2022 über 280 Partner in 43 Ländern. Die Universität bietet internationale Programme an, die Internet- und Präsenzunterricht kombinieren. Mit dem Beginn des russischen Überfalls auf die Ukraine 2022 sind viele dieser Partnerschaften jedoch pausiert oder ausgesetzt worden.
Die Fernöstliche Föderale Universität unterhält Auslandsbüros in Peking, Tokio, Hanoi und Delhi.

## Studenten und Mitarbeiter
Die Universität hatte 2022 knapp 14.000 Studenten, davon waren etwa 3.300 internationale Studenten. Die Anzahl der Angestellten belief sich auf knapp 2.500.